# 联合技术公司
联合技术公司（英文：United Technologies Corporation）是美国第22大制造商，主要经营项目包括飞机发动机、直升机、空调系统、燃料电池、电梯、滚梯、防火与安全设备、建筑设备和其他工业设备。2020年與雷神公司一起組建雷神技術公司。

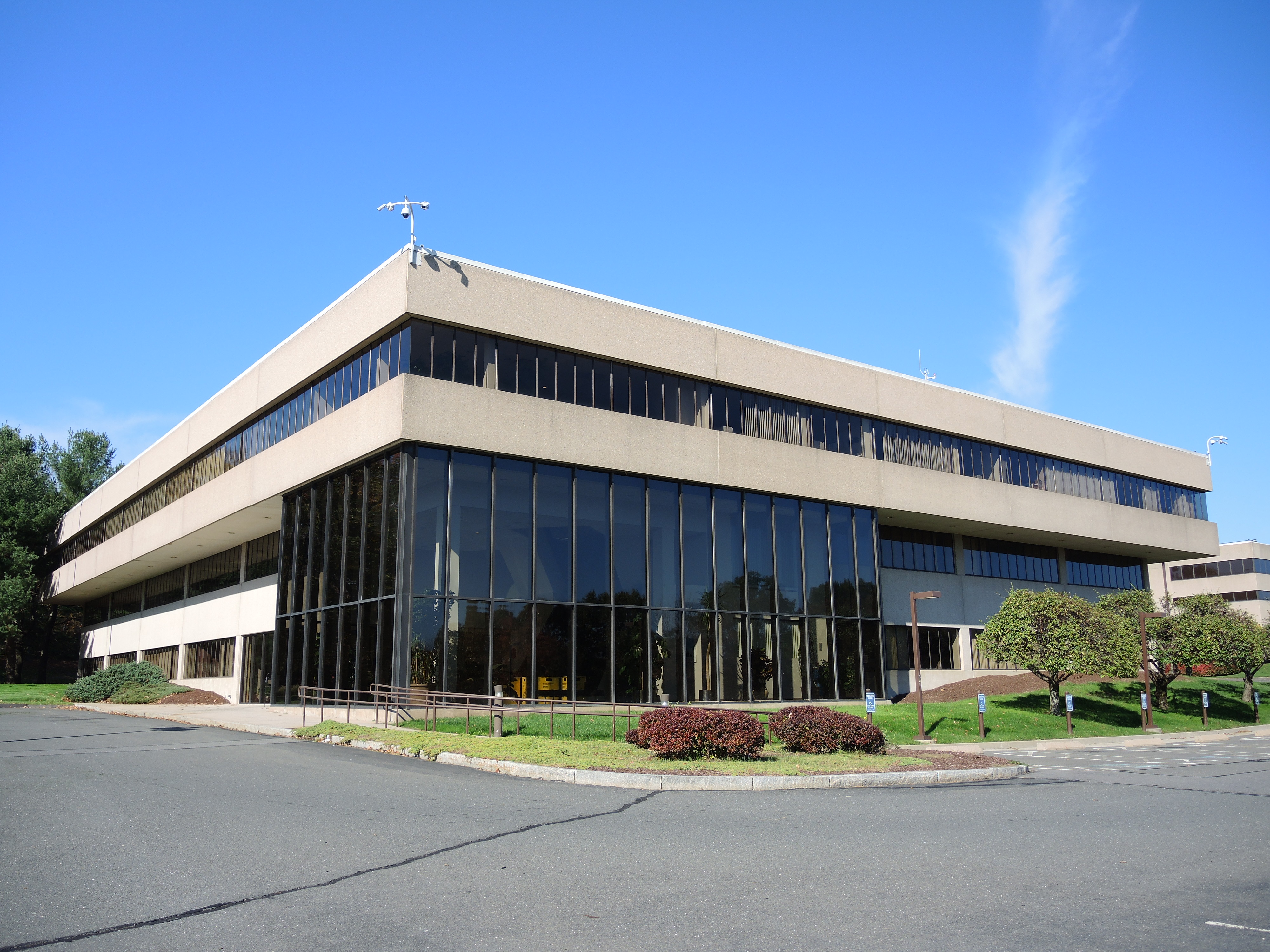
自2015年起，聯合技術公司使用位於美國康涅狄格州法明頓的奥的斯电梯公司前總部作為新的總部辦公室。

## 历史
1853年，伊莱沙·格雷夫斯·奥的斯在纽约世界博览会展示了其电梯安全系统。
1857年，奧的斯在纽约安装了世界上第一台乘客电梯。
1862年，奧的斯向紐芬蘭出口了第一台电梯。
1900年，奧的斯在巴黎博覽會推出電扶梯。
1902年，威利斯·开利发明了现代空调技术。
1903年，奧的斯发明了无齿轮牵引电梯。
1907年，上海六層高的匯中飯店安裝了兩台奧的斯電梯。
1915年，开利工程公司创建。
1919年，标准钢螺旋桨公司成立。
1920年，Hamilton飞行制造公司成立。
20年代，开利进入中国。
1922年，开利安装了其第一台空调。
1923年，西科斯基飞行工程公司成立。
1924年，奧的斯推出第一台自动电梯系统。
1925年，Pratt & Whitney成立。
1928年，开利为美国参议院和众议院安装了空调。
1929年，波音，Pratt & Whitney，Hamilton，西科斯基和其他公司联合成立了“联合飞行器和运输公司”。
1929年，研究中心成立。
1931年，奧的斯推出双层电梯。
1934年，联合飞行器和运输公司拆分成联合飞行器，波音飞机公司和联合航空公司。
1938年，Hamilton Standard推出了Hydromatic螺旋桨。
1939年，西科斯基试飞了第一种商业生产的直升机VS-300。
1944年，开利开办了冷冻食品研究店。
1942－1945年，第二次世界大战期间，西科斯基制造了150架直升机，Pratt & Whitney制造了30万台飞机发动机，Hamilton Standard制造了50万具螺旋桨。
1948年，Pratt & Whitney制造了其第一台喷气发动机。
1949年，Hamilton Standar开始开发飞机燃油控制系统。
1950年，奧的斯安装了第一台不需要操作员的电梯。
1952年，Pratt & Whitney开始在加拿大生产活塞发动机。
1952年，开利开始销售窗式空调。
1957年，西科斯基开始测试安装燃气轮机的直升机。
1957年，安装P&W JT3喷气引擎的波音707开始商用喷气机客运服务。
1958年，联合飞行器公司开始研究固体火箭和先进推进技术。
1958年，波音727开始使用P&W JT8D发动机。
1964年，P&W加拿大公司推出PT6涡轮螺旋桨发动机，成为历史上最受欢迎的涡轮螺旋桨发动机。
1966年，Hamilton Standard推出电子舱压控制系统。
1969年，阿波罗11号登月，宇航服由Hamilton Standard制造，P&W提供了燃料电池，在宇航员返回后由西科斯基直升机打捞。
1970年，安装P&W JT9D发动机的波音747推出。
1971年，研究中心建造了第一个高速风洞。
1975年，联合飞行器公司更名为联合技术公司。
1976年，联合技术公司收购Otis。
1978年，西科斯基开始生产黑鹰直升机。
1979年，联合技术公司收购开利。
1979年，奧的斯推出第一个完全微处理器电梯控制系统。
1981年，航天飞机哥伦比亚号发射，使用了UTC燃料电池提供的燃料电池，Hamilton Standard提供的宇航服和环境控制系统。
1989年，奧的斯推出了第一个使用线性电机的电梯。
1993年，在维修哈勃太空望远镜的太空行走过程中，Hamilton Standard提供的生命支持系统没有发生任何故障。
1999年，使用P&W发动机的波音777投入使用。
2001年，UTC组建UTC电力公司，主攻分布式发电系统市场。
2015年7月20日，洛克希德·马丁同意以90億美元（稅務減記後$71億美元）向聯合技術公司收購西科斯基飛機公司。
2017年9月5日聯合技術公司以每股93.33美元現金和價值46.67美元的联合技術股票，合共每股140美元，斥資230億美元收購同業羅克韋爾柯林斯（Rockwell Collins）。若計入淨債務，交易價值高達300億美元。交易完成后，羅克韋爾柯林斯與聯合技術公司的航空系统部門将合併成為一家名為“柯林斯航空系统「Collins Aerospace Systems」的新公司。
2018年11月27日聯合技術公司將分拆為3間獨立公司，分別由柯林斯航空系统和普惠组成的联合技術公司、由奥的斯电梯組成的奧斯电梯公司（Otis），由環境、控制与安防組成的開利，聯合技術公司將以免稅方式向股東分拆奧的斯電梯和開利空調業務。奧的斯去年銷售額達123億美元，開利銷售額達178億美元
2019年6月10日，由柯林斯航空系统和普惠组成的新联合技術公司將與雷神公司以換股方式合併，總值達1210億美元，新公司改名為雷神科技公司（Raytheon Technoloiges），聯合技術公司股東將持有新公司的57%股份，新公司成為美國第二大航空航太和國防公司。
2020年4月3日，联合技術公司完成與雷神公司的合併，雷神科技公司成立。

## 下属公司
- 开利空调设备公司（Carrier）：世界领先的取暖，空调，通风，冷冻系统和产品制造经销商。
- 汉胜公司（Hamilton Sundstrand）：航空航天设备，化工，食品，建筑，矿山设备设计和生产商。国际空间设备的主要提供商。
- 奥的斯电梯公司（OTIS）：世界最大的电梯，電扶梯生产，安装，服务商。
- 普惠飞机发动机公司（Pratt & Whitney）：飞机发动机，燃气轮机，空间推进设备制造商。
- UTC Fire & Security：火灾探测，抑制，消防产品，防火产品制造，集成，安装与维护服务提供商。保安产品包括入侵报警，入口控制，视频监视系统，报警系统以及安全人员，运钞等服务。
- 联合技术动力公司和UTC燃料电池（UTC Power）：清洁发电和燃料电池设备制造商。
- 联合技术研究中心（UTRC）：公司中央研究中心，研究课题包括流体动力学，先进材料和计算机科学等。
- 海灣集團：消防報警系統制造经销商。
- 集寶（Chubb）：是一家英國老字號保全系統生產商

## 外部連結
- United Technology （页面存档备份，存于）
- 联合技术公司中文网站 （页面存档备份，存于）